# Eugène Pottier
Eugène Pottier (1816 - 1887) fue un revolucionario y escritor francés.
Pottier participó en los diferentes acontecimientos del movimiento obrero que se dieron en Europa a finales del siglo XIX. Fue el autor de la letra de La Internacional, el himno de los trabajadores de todo el mundo. Lenin dijo de él: 

Pottier murió en la miseria, mas dejó levantado a su memoria un monumento imperecedero. Fue uno de los más grandes propagandistas por medio de la canción.

## Biografía
Eugène Pottier nació en París (Francia) el 4 de octubre de 1816 y murió en París el 6 de noviembre de 1887. Su padre era empleado de embalajes, y con 13 años el joven Eugène aprendió el oficio paterno. 

### El compromiso obrero
En 1848 participó en los enfrentamientos de los artesanos y trabajadores con los monárquicos. En 1867 funda la Cámara Sindical de Talleres de Dibujantes y se afilia a la Primera Internacional.

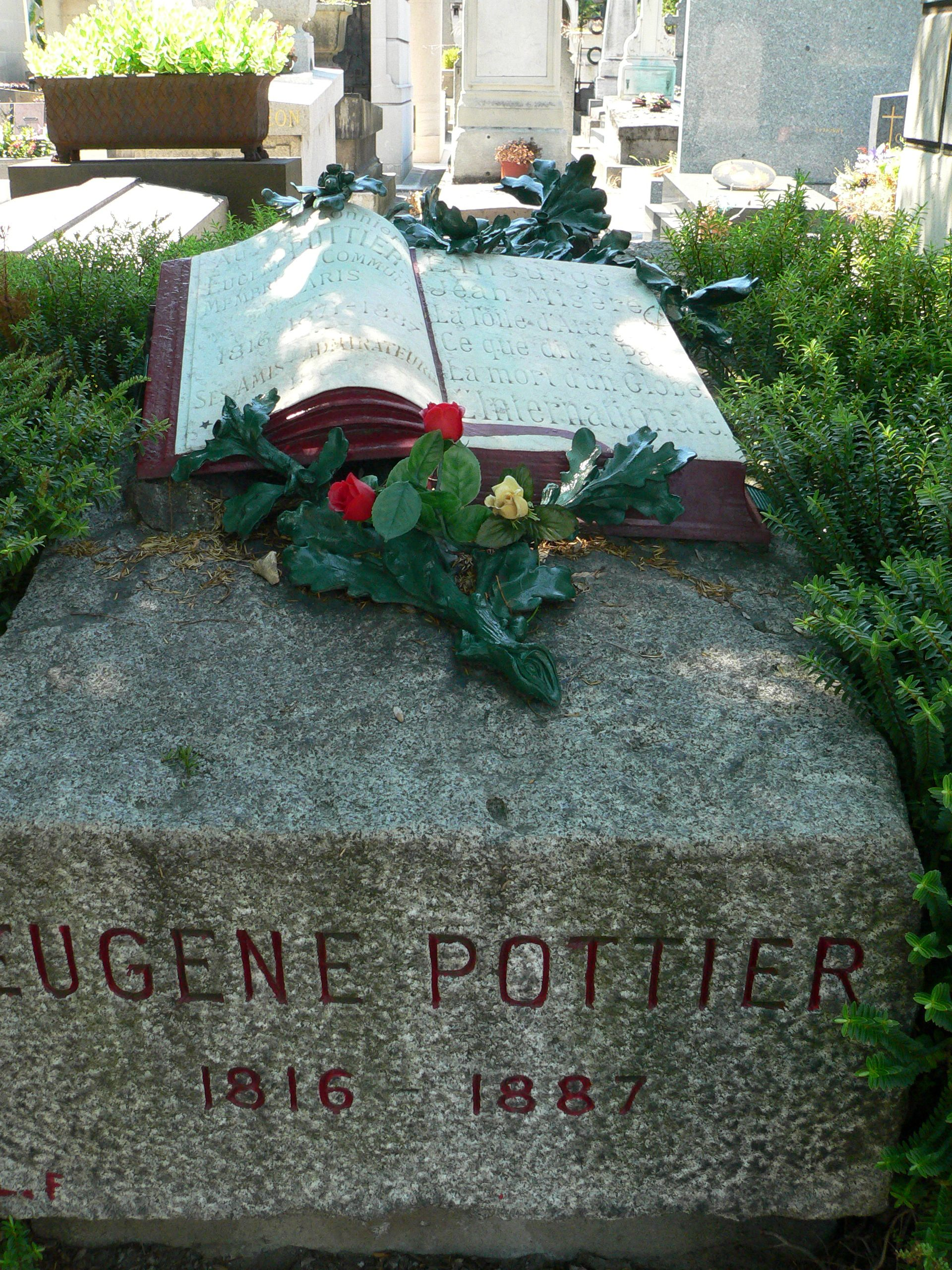
Tumba de Eugène Pottier.

En 1870 firma el Manifiesto de los Internacionales parisienses, en el que se pide a los socialistas alemanes que se opongan a la guerra. Durante el sitio de París, fue nombrado brigada de un batallón de la Guardia Nacional y delegado ante el Comité Central.

### En la Comuna
En 1871 es elegido para la Comuna de París, con 3.352 votos de un total de 3.600, por el 2ª distrito. Lucha en las barricadas en defensa de la Comuna y, tras la derrota, huye de la represión de la "Semana Sangrienta" (22-28 de mayo de 1871) y de la ejecución, refugiándose en Inglaterra y Estados Unidos. Durante ese tiempo ejerce como dibujante y maestro.
En 1879 se concede una amnistía que le permite volver a Francia y reanudar sus actividades políticas, participando en la formación del Partido Obrero Francés y colaborando en el periódico "El Socialista" junto con Paul Lafargue. 

### Su muerte
En 1887 murió en París. Su entierro, al que acudieron miles de trabajadores, se convirtió en una manifestación popular y hubo disturbios. El coche fúnebre llevaba la orla roja de miembro de la Comuna. Está enterrado en el cementerio parisino de Père Lachaisse, el mismo ante cuyos muros los reaccionarios habían fusilado a los revolucionarios tras la derrota de la Comuna de París.
Durante los días de lucha en defensa de la Comuna, escribió la obra Cantos Revolucionarios, entre los cuales Pierre Degeyter encontró en 1888 el texto de La Internacional, al que puso música y que acabó convirtiéndose en el himno del movimiento obrero mundial.

## Su obra
En su obra, aparte de la conocida La Internacional, destacan:
- El Terror Blanco.
- El Muro de los Federados.
- El Rebelde.